# 恩里科·费里
恩里科·费里（義大利語：Enrico Ferri,1856年2月25日—1929年4月12日）意大利犯罪学家、社会主义者，意大利犯罪学派创始人切萨雷·龙勃罗梭的学生。龙勃罗梭研究了激发罪犯行为的生理因素，而费尔里则探究了社会和经济方面的因素。他曾担任社会主义日报《前进！》的编辑，并于1884年出版了他的著作《犯罪社会学》。后来，阿根廷1921年刑法典以他的研究成为基础。虽然起初他反对意大利独裁者贝尼托·墨索里尼，但费尔里后来成为墨索里尼及其国家法西斯党的主要外部支持者之一。